# マデア・シモンズ
マデア・シモンズ（Madea Madea Simmons）は、マデアおばさんシリーズの登場人物でタイラー・ペリーが演じる架空の人物。フルネームは「メイベル・アーリーン・シモンズ」(Mabel Earlene Simmons）黒人の老婦人で初登場は『Diary of a Mad Black Woman』。

## 概要
タイラー・ペリーが演じる黒人の老婦人で毎回家族、親族の問題でドタバタ劇を繰り広げる。
作中登場する実兄のジョー、ジョーの息子でマデアの甥のブライアンもタイラー・ペリーが演じ３役をこなしている。
元々はI Can Do Bad All by Myselfのステージで演じたキャラクターであったが好評を呼び映画作品は１３作品も制作されている。
なお日本では７作目の「マディアおばさんのドタバタNY事件簿」からソフト化されておりそれ以前のシリーズは公開もソフト化もされていない。

## 人物
年齢不詳の老女であるが、パワフルかつ高圧的な性格で下品な下ネタや毒舌を平気で口にする。周りの人間は比較的にまともな性格な人物が多く、毎回マデアに振り回されて右往左往されるスタンスである。人種的なブラックジョークが多い。
喧嘩沙汰になるとすぐに銃を出すほど短期でシリーズごとにアサルトライフル等使用する武器がエスカレートしている。
マリファナを吸うことを好みとそれがさらにひと悶着を起こすことが多い。
同居している実兄のジョー、近所に住むブラウンとよくつるんでいる。

## 関係する人物
- ジョー・シモンズ(演:タイラー・ペリー/吹替:乃村健次) : マデアの実兄。マデアと同居している。妻とは死別している。マデア以上に短気で何気ない言葉だけでもすぐに挑発だと思い込む。
- ブライアン・シモンズ(演:タイラー・ペリー/吹替:乃村健次) : ジョーの息子でマデアの甥。地方検事。作中シリアスな人物でジョーやマデアの高飛車な態度にも冷静に対応する。離婚歴があるが妻がドラッグ依存症で子供は責任をもって自身が育ててきた。
- リロイ・ブラウン(演:デイヴィッド・マン/吹替:高木渉) :マデアの隣人。
- ベティ・アン・マーフィー (演:キャシー・デイビス/吹替:一龍斎貞友) :マデアの隣人。

## 登場作品
- Diary of a Mad Black Woman(2005年)
- Madea's Family Reunion(2006年)
- Meet the Browns(2007年)
- Madea Goes to Jail(2009年)
- I Can Do Bad All By Myself(2009年)
- Madea's Big Happy Family(2011年)
- マディアおばさんのドタバタNY事件簿(2012年)
- タイラー・ペリーのマディアおばさんのメリークリスマス(2013年)
- タイラー・ペリーの出たぞ〜! マデアのハロウィン(2016年)
- タイラー・ペリーのまた出たぞ〜! マデアのハロウィン2(2017年)
- タイラー・ペリー マデアの家族葬(2019年)
- タイラー・ペリー マデアのホームカミング
- タイラー・ペリーマデアのリゾート婚

https://en.wikipedia.org/wiki/Madea